# Cachitos de hierro y cromo
Cachitos de hierro y cromo es un programa documental español de temática musical, dirigido por Mario de la Mano y presentado por Ángel Carmona. En sus perfiles sociales se define como «un viaje musical de La 2 y Radio 3 a las entrañas del archivo de RTVE». Fue estrenado el 27 de octubre de 2013 en La 2, y desde entonces se han producido once temporadas. También es el programa contenedor musical que adereza la Nochevieja en La 2, cuyos rótulos introducen elementos irónicos y paralelismos con hechos importantes sucedidos en cada año que termina.

## Formato
El programa es presentado por Ángel Carmona, director del programa radiofónico Mañana Más de Radio Nacional de España. Dirigido por Mario de la Mano en el equipo de guionistas del programa figuran miembros de RNE y RTVE como Antonio Vicente, Toño Pérez o Jero Rodríguez y guionistas externos como Alejandro Alcaraz, Pablo G. Batista, Manu March, Álvaro Velasco o Nacho G. Hermosura.
Cada episodio, de unos 50-60 minutos de duración, se estructura a través de un hilo temático (por ejemplo, Música de gasolinera). La selección de temas es variada y diferente en cada temporada, habiéndose seleccionado temas como el terror, la moda, el deporte, el amor y el odio, la música de discoteca, el "italopop" o el sexo. Sin embargo se han repetido algunos temas como los programas dedicados a Eurovisión, los dedicados a canciones selectas (denominados Cachitos gourmet) o a artistas de un solo éxito (denominados Perdidos). También se han emitido algunos programas especiales como Delirio Valerio dedicado al realizador Valerio Lazarov o Música para el fin del mundo de claro sentido posapocalíptico.
En total se emiten aproximadamente 70 actuaciones por programa. Con una duración de unos 20-25 segundos por fragmento se escogen prioritariamente actuaciones de programas musicales históricos de TVE como Aplauso, Música sí, Popgrama, Los conciertos de Radio 3 o Rockopop. Esporádicamente se emiten fragmentos de las presentaciones para contextualizar y, casi siempre, con un objetivo claro de servir de guiño humorístico (per se o en referencia a los rótulos que acompañan las actuaciones). Raramente se emiten video-clips del archivo musical de TVE. El programa solo incluye una sección denominada como tal, llamada Torp Five, que incluye las cinco actuaciones más icónicas del hilo conductor (con una duración mayor, unos 45 segundos). Uno de los emblemas más reconocibles de Cachitos es que cada actuación emitida lleva un rótulo en la parte inferior de la pantalla que, además de la información sobre el músico, el año y el título de la canción, en clave de humor e ironía desarrolla algún aspecto curioso, divertido o tierno que vincula la canción y la temática del episodio.
En las tres primeras temporadas la conclusión de cada programa, antes de los títulos de crédito, es la emisión de diferentes actuaciones de una misma canción e intérprete. Todos los programas de la primera temporada finalizaron con fragmentos de actuaciones de la canción Bravo por la música de Juan Pardo. En la segunda temporada la escogida fue Su canción de Betty Missiego, canción que representó a TVE en el Festival de Eurovisión de 1979. En la tercera temporada se utilizó la canción Bailemos un vals del cantante canario José Vélez que representó a TVE en el Festival de Eurovisión de 1978. En la cuarta temporada grupos y solistas como Nacho Vegas, Silvia Pérez Cruz o Love of Lesbian versionan temas clásicos en el plató Rockola.
El nombre del programa hace referencia a la canción En un Mercedes blanco de Kiko Veneno.
El 31 de diciembre de 2014 se emitió un programa especial llamado Nochevieja a cachitos en el que se emitieron 5 reposiciones de temporadas anteriores, pero no programas nuevos como tal. Por esta razón, no se introduce en el glosario de audiencias puesto que no es un estreno.
En 2023, la presentadora Virginia Díaz anuncia su salida del programa y es sustituida por el periodista musical Ángel Carmona a partir del especial de Nochevieja de 2023.

## Equipo
- Dirección
  - Arantxa Soroa (2013 - presente)
  - Jero Rodríguez (2013-2017)

### Presentadores
| Nombre        | Descripción               | Duración        |
| ------------- | ------------------------- | --------------- |
| Virginia Díaz | Periodista y presentadora | 2013-2023       |
| Ángel Carmona | Periodista y presentador  | 2023 - presente |

## Episodios y audiencias
| Temporada | Temporada | Episodios | Estreno                  | Final                   | Audiencia media | Audiencia media | Audiencia media |
| Temporada | Temporada | Episodios | Estreno                  | Final                   | Espectadores    | Cuota           |                 |
| --------- | --------- | --------- | ------------------------ | ----------------------- | --------------- | --------------- | --------------- |
|           | 1         | 11        | 27 de octubre de 2013    | 22 de junio de 2014     | 551 000         | 2,7 %           |                 |
|           | 2         | 16        | 21 de septiembre de 2014 | 21 de junio de 2015     | 734 000         | 4,3 %           |                 |
|           | 3         | 11        | 20 de septiembre de 2015 | 31 de diciembre de 2015 | 692 000         | 3,9 %           |                 |
|           | 4         | 12        | 11 de septiembre de 2016 | 31 de diciembre de 2016 | 436 000         | 3,1 %           |                 |
|           | 5         | 15        | 8 de octubre de 2017     | 10 de mayo de 2018      | 476 000         | 2,9 %           |                 |
|           | 6         | 13        | 2 de octubre de 2018     | 25 de diciembre de 2018 | 590 000         | 3,3 %           |                 |
|           | 7         | 7         | 23 de abril de 2019      | 25 de junio de 2019     | 565 000         | 3,2 %           |                 |
|           | 8         | 10        | 7 de enero de 2020       | 10 de marzo de 2020     | 672 000         | 3,8 %           |                 |
|           | 9         | 10        | 11 de enero de 2021      | 16 de marzo de 2021     | 697 000         | 3,9 %           |                 |
|           | 10        | 11        | 11 de enero de 2022      | 22 de marzo de 2022     | 674 000         | 4,5 %           |                 |
|           | 11        | 11        | 18 de abril de 2023      | 27 de junio de 2023     | 528 000         | 4,0 %           |                 |
|           | 12        | 20        | 9 de enero de 2024       | 18 de junio de 2024     | 452 000         | 3,4 %           |                 |
|           | 13        | 10        | 16 de enero de 2025      | 5 de abril de 2025      |                 |                 |                 |
| Total     | Total     | 147       | 27 de octubre de 2013    |                         |                 |                 |                 |

### 1.ª temporada (2013-2014)
| N.º (serie) | N.º (temp.) | Título                             | Fecha de emisión        | Audiencia       |
| ----------- | ----------- | ---------------------------------- | ----------------------- | --------------- |
| 1           | 1           | «Música de gasolinera»             | 27 de octubre de 2013   | 747 000 (3,7 %) |
| 2           | 2           | «Canciones para no dormir»         | 3 de noviembre de 2013  | 217 000 (1,0 %) |
| 3           | 3           | «Perdidos»                         | 10 de noviembre de 2013 | 731 000 (3,6 %) |
| 4           | 4           | «Moda pop»                         | 17 de noviembre de 2013 | 773 000 (3,6 %) |
| 5           | 5           | «Sporting music club»              | 24 de noviembre de 2013 | 416 000 (2,0 %) |
| 6           | 6           | «Canciones de amor (y de guerra)»  | 1 de diciembre de 2013  | 716 000 (3,4 %) |
| 7           | 7           | «El videoclip antes del videoclip» | 8 de diciembre de 2013  | 554 000 (2,8 %) |
| 8           | 8           | «Gourmet Vol 1»                    | 15 de diciembre de 2013 | 380 000 (1,8 %) |
| 9           | 9           | «Cachitos Navidad»                 | 22 de diciembre de 2013 | 517 000 (2,6 %) |
| 10          | 10          | «El camino que va a Eurovisión»    | 6 de mayo de 2014       | 746 000 (3,9 %) |
| 11          | 11          | «Gourmet Vol 2: Día de la música»  | 22 de junio de 2014     | 260 000 (1,5 %) |

### 2.ª temporada (2014-2015)
| N.º (serie) | N.º (temp.) | Título                                         | Fecha de emisión         | Audiencia          |
| ----------- | ----------- | ---------------------------------------------- | ------------------------ | ------------------ |
| 12          | 1           | «Viaje con nosotros»                           | 21 de septiembre de 2014 | 810 000 (4,3 %)    |
| 13          | 2           | «Jinetes del disco»                            | 28 de septiembre de 2014 | 768 000 (3,8 %)    |
| 14          | 3           | «Perdidos 2»                                   | 5 de octubre de 2014     | 727 000 (3,6 %)    |
| 15          | 4           | «Letras de oro»                                | 12 de octubre de 2014    | 896 000 (4,5 %)    |
| 16          | 5           | «CTRL + versiones»                             | 19 de octubre de 2014    | 591 000 (2,8 %)    |
| 17          | 6           | «Onomasticanciones»                            | 26 de octubre de 2014    | 843 000 (4,1 %)    |
| 18          | 7           | «Des+TAPE: Vuelven los rombos a TVE»           | 2 de noviembre de 2014   | 813 000 (3,8 %)    |
| 19          | 8           | «El camino que va a Eurovisión 2»              | 9 de noviembre de 2014   | 870 000 (4,1 %)    |
| 20          | 9           | «Delirio Valerio (Homenaje a Valerio Lazarov)» | 16 de noviembre de 2014  | 663 000 (3,0 %)    |
| 21          | 10          | «Poplitics»                                    | 23 de noviembre de 2014  | 764 000 (3,5 %)    |
| 22          | 11          | «Agropop»                                      | 30 de noviembre de 2014  | 566 000 (2,7 %)    |
| 23          | 12          | «Inspiración y locura»                         | 7 de diciembre de 2014   | 559 000 (3,0 %)    |
| 24          | 13          | «Chyronmanía»                                  | 14 de diciembre de 2014  | 754 000 (3,5 %)    |
| 25          | 14          | «Cachitos bis I»                               | 21 de diciembre de 2014  | 665 000 (3,2 %)    |
| 26          | 15          | «El camino que va a Eurovisión 3»              | 23 de mayo de 2015       | 1 135 000 (16,8 %) |
| 27          | 16          | «Música para el fin del mundo»                 | 21 de junio de 2015      | 327 000 (2,9 %)    |

### 3.ª temporada (2015)
| N.º (serie) | N.º (temp.) | Título              | Fecha de emisión         | Audiencia       |
| ----------- | ----------- | ------------------- | ------------------------ | --------------- |
| 28          | 1           | «Ritmo de la noche» | 20 de septiembre de 2015 | 780 000 (4,3 %) |
| 29          | 2           | «Italopop»          | 27 de septiembre de 2015 | 857 000 (4,5 %) |
| 30          | 3           | «Sagas cantoras»    | 4 de octubre de 2015     | 918 000 (5,1 %) |
| 31          | 4           | «Perdidos 3»        | 11 de octubre de 2015    | 693 000 (4,4 %) |
| 32          | 5           | «Oído cocina»       | 18 de octubre de 2015    | 683 000 (3,4 %) |
| 33          | 6           | «Serie oro»         | 25 de octubre de 2015    | 624 000 (3,1 %) |
| 34          | 7           | «Buscando rock»     | 8 de noviembre de 2015   | 473 000 (2,7 %) |
| 35          | 8           | «Road movie»        | 15 de noviembre de 2015  | 586 000 (2,9 %) |
| 36          | 9           | «Retrofuturismo»    | 22 de noviembre de 2015  | 570 000 (2,7 %) |
| 37          | 10          | «Divas»             | 29 de noviembre de 2015  | 781 000 (3,8 %) |
| 38          | 11          | «Fin de curso 2015» | 31 de diciembre de 2015  | 656 000 (5,8 %) |

### 4.ª temporada (2016)
| N.º (serie) | N.º (temp.) | Título                     | Fecha de emisión         | Audiencia       |
| ----------- | ----------- | -------------------------- | ------------------------ | --------------- |
| 39          | 1           | «Música de cabecera»       | 11 de septiembre de 2016 | 283 000 (2,5 %) |
| 40          | 2           | «Yeah! Yeah!»              | 18 de septiembre de 2016 | 264 000 (2,0 %) |
| 41          | 3           | «Metamúsica»               | 25 de septiembre de 2016 | 450 000 (3,1 %) |
| 42          | 4           | «El debut»                 | 2 de octubre de 2016     | 574 000 (4,0 %) |
| 43          | 5           | «Danzad, danzad»           | 9 de octubre de 2016     | 459 000 (2,9 %) |
| 44          | 6           | «I+Dj (Ciencia)»           | 16 de octubre de 2016    | 335 000 (2,2 %) |
| 45          | 7           | «Rumba que tumba»          | 26 de octubre de 2016    | 313 000 (2,9 %) |
| 46          | 8           | «De Benidorm a Benicàssim» | 30 de octubre de 2016    | 499 000 (3,1 %) |
| 47          | 9           | «7 pecados»                | 6 de noviembre de 2016   | 506 000 (3,0 %) |
| 48          | 10          | «WTF! ¿Pero esto qué es?»  | 13 de noviembre de 2016  | 407 000 (2,4 %) |
| 49          | 11          | «Cachitos bis II»          | 20 de noviembre de 2016  | 505 000 (2,9 %) |
| 50          | 12          | «Cachitos Rockola»         | 31 de diciembre de 2016  | 638 000 (5,8 %) |

### 5.ª temporada (2017-2018)
| N.º (serie) | N.º (temp.) | Título                          | Fecha de emisión        | Audiencia       |
| ----------- | ----------- | ------------------------------- | ----------------------- | --------------- |
| 51          | 1           | «Melodías de anteayer»          | 8 de octubre de 2017    | 615 000 (3,6 %) |
| 52          | 2           | «Dúos»                          | 15 de octubre de 2017   | 634 000 (3,6 %) |
| 53          | 3           | «Cachopop»                      | 22 de octubre de 2017   | 621 000 (3,3 %) |
| 54          | 4           | «Kachitos de hierro y mugre»    | 29 de octubre de 2017   | 449 000 (2,4 %) |
| 55          | 5           | «Black Music»                   | 5 de noviembre de 2017  | 425 000 (2,2 %) |
| 56          | 6           | «Cachiños de ferro eta kromoak» | 12 de noviembre de 2017 | 320 000 (1,7 %) |
| 57          | 7           | «Good morning, Britain»         | 19 de noviembre de 2017 | 296 000 (1,5 %) |
| 58          | 8           | «Gentlemen»                     | 26 de noviembre de 2017 | 520 000 (2,8 %) |
| 59          | 9           | «French touch»                  | 3 de diciembre de 2017  | 474 000 (2,5 %) |
| 60          | 10          | «Spain is different»            | 10 de diciembre de 2017 | 718 000 (3,7 %) |
| 61          | 11          | «El arcachitos de Noe»          | 17 de diciembre de 2017 | 647 000 (3,5 %) |
| 62          | 12          | «Cachitos bis III»              | 24 de diciembre de 2017 | 320 000 (3,5 %) |
| 63          | 13          | «El casting»                    | 31 de diciembre de 2017 | 680 000 (6,2 %) |
| 64          | 14          | «Horrorvisión»                  | 8 de mayo de 2018       | 190 000 (1,7 %) |
| 65          | 15          | «Eurofestín»                    | 10 de mayo de 2018      | 225 000 (2,0 %) |

### 6.ª temporada (2018)
| N.º (serie) | N.º (temp.) | Título                | Fecha de emisión        | Audiencia       |
| ----------- | ----------- | --------------------- | ----------------------- | --------------- |
| 66          | 1           | «Technopop Vol. 1»    | 2 de octubre de 2018    | 449 000 (2,6 %) |
| 67          | 2           | «Hermanísimos»        | 9 de octubre de 2018    | 666 000 (3,8 %) |
| 68          | 3           | «Indie español»       | 16 de octubre de 2018   | 389 000 (2,1 %) |
| 69          | 4           | «Disco cañí»          | 23 de octubre de 2018   | 725 000 (4,0 %) |
| 70          | 5           | «R.I.P.»              | 30 de octubre de 2018   | 622 000 (3,4 %) |
| 71          | 6           | «Platea»              | 6 de noviembre de 2018  | 702 000 (3,8 %) |
| 72          | 7           | «Featuring»           | 13 de noviembre de 2018 | 700 000 (3,9 %) |
| 73          | 8           | «600 millones»        | 20 de noviembre de 2018 | 704 000 (3,8 %) |
| 74          | 9           | «Rock de la A a la Z» | 27 de noviembre de 2018 | 523 000 (2,9 %) |
| 75          | 10          | «Brasil»              | 4 de diciembre de 2018  | 351 000 (2,0 %) |
| 76          | 11          | «Cine»                | 11 de diciembre de 2018 | 620 000 (3,4 %) |
| 77          | 12          | «Technopop Vol. 2»    | 18 de diciembre de 2018 | 554 000 (3,1 %) |
| 78          | 13          | «Cachitos bis IV»     | 25 de diciembre de 2018 | 671 000 (3,8 %) |

### 7.ª temporada (2019)
| N.º (serie) | N.º (temp.) | Título               | Fecha de emisión    | Audiencia       |
| ----------- | ----------- | -------------------- | ------------------- | --------------- |
| 79          | 1           | «Números 1»          | 23 de abril de 2019 | 665 000 (3,2 %) |
| 80          | 2           | «Pop 90's»           | 21 de mayo de 2019  | 541 000 (3,1 %) |
| 81          | 3           | «Girl Power»         | 28 de mayo de 2019  | 505 000 (2,9 %) |
| 82          | 4           | «Verso a verso»      | 4 de junio de 2019  | 434 000 (2,6 %) |
| 83          | 5           | «Infantil»           | 11 de junio de 2019 | 726 000 (4,2 %) |
| 84          | 6           | «La bola de cristal» | 18 de junio de 2019 | 522 000 (3,1 %) |
| 85          | 7           | «Arcoíris»           | 25 de junio de 2019 | 568 000 (3,6 %) |

### 8.ª temporada (2020)
| N.º (serie) | N.º (temp.) | Título                | Fecha de emisión      | Audiencia       |
| ----------- | ----------- | --------------------- | --------------------- | --------------- |
| 86          | 1           | «Des-propósitos»      | 7 de enero de 2020    | 658 000 (3,7 %) |
| 87          | 2           | «Voces singulares»    | 14 de enero de 2020   | 646 000 (3,6 %) |
| 88          | 3           | «Per-versiones»       | 21 de enero de 2020   | 715 000 (4,0 %) |
| 89          | 4           | «Nunca es tarde»      | 28 de enero de 2020   | 716 000 (4,1 %) |
| 90          | 5           | «Flamenco yeyé»       | 4 de febrero de 2020  | 597 000 (3,4 %) |
| 91          | 6           | «Desamor»             | 11 de febrero de 2020 | 659 000 (3,8 %) |
| 92          | 7           | «Mar»                 | 18 de febrero de 2020 | 706 000 (4,1 %) |
| 93          | 8           | «Protovideoclip 80's» | 25 de febrero de 2020 | 511 000 (2,9 %) |
| 94          | 9           | «Karaoke»             | 3 de marzo de 2020    | 896 000 (5,2 %) |
| 95          | 10          | «Cachitos bis V»      | 10 de marzo de 2020   | 616 000 (3,5 %) |

### 9.ª temporada (2021)
| N.º (serie) | N.º (temp.) | Título            | Fecha de emisión      | Audiencia       |
| ----------- | ----------- | ----------------- | --------------------- | --------------- |
| 96          | 1           | «Pop y risas»     | 11 de enero de 2021   | 633 000 (3,5 %) |
| 97          | 2           | «Sex Symbol»      | 18 de enero de 2021   | 748 000 (4,2 %) |
| 98          | 3           | «Ciudades»        | 25 de enero de 2021   | 633 000 (3,4 %) |
| 99          | 4           | «Telepedia»       | 2 de febrero de 2021  | 755 000 (4,2 %) |
| 100         | 5           | «Conexión»        | 9 de febrero de 2021  | 672 000 (3,7 %) |
| 101         | 6           | «Baladas»         | 16 de febrero de 2021 | 799 000 (4,5 %) |
| 102         | 7           | «Otras movidas»   | 23 de febrero de 2021 | 571 000 (3,3 %) |
| 103         | 8           | «Incorrecto»      | 2 de marzo de 2021    | 746 000 (4,2 %) |
| 104         | 9           | «Copla»           | 9 de marzo de 2021    | 790 000 (4,6 %) |
| 105         | 10          | «Cachitos bis VI» | 16 de marzo de 2021   | 624 000 (3,6 %) |

### 10.ª temporada (2022)
| N.º (serie) | N.º (temp.) | Título                    | Fecha de emisión      | Audiencia       |
| ----------- | ----------- | ------------------------- | --------------------- | --------------- |
| 106         | 1           | «Fashion»                 | 11 de enero de 2022   | 632 000 (4,0 %) |
| 107         | 2           | «Oficios»                 | 18 de enero de 2022   | 572 000 (3,6 %) |
| 108         | 3           | «Ese bolero»              | 25 de enero de 2022   | 642 000 (4,0 %) |
| 109         | 4           | «Verbena»                 | 1 de febrero de 2022  | 847 000 (5,3 %) |
| 110         | 5           | «Multiversiones»          | 8 de febrero de 2022  | 601 000 (4,8 %) |
| 111         | 6           | «Play-back»               | 15 de febrero de 2022 | 540 000 (4,4 %) |
| 112         | 7           | «Hall of Fame»            | 22 de febrero de 2022 | 602 000 (3,7 %) |
| 113         | 8           | «Spin-off»                | 1 de marzo de 2022    | 708 000 (4,4 %) |
| 114         | 9           | «Babel»                   | 8 de marzo de 2022    | 699 000 (4,5 %) |
| 115         | 10          | «Cachitos bis VII»        | 15 de marzo de 2022   | 754 000 (4,7 %) |
| 116         | 11          | «Cachitos: Fin de fiesta» | 22 de marzo de 2022   | 821 000 (5,8 %) |

### 11.ª temporada (2023)
| N.º (serie) | N.º (temp.) | Título              | Fecha de emisión    | Audiencia       |
| ----------- | ----------- | ------------------- | ------------------- | --------------- |
| 117         | 1           | «Autoayuda»         | 18 de abril de 2023 | 503 000 (3,7 %) |
| 118         | 2           | «Coches de choque»  | 25 de abril de 2023 | 624 000 (4,7 %) |
| 119         | 3           | «Sonido Bambino»    | 2 de mayo de 2023   | 472 000 (3,5 %) |
| 120         | 4           | «Eurobajona»        | 9 de mayo de 2023   | 449 000 (4,1 %) |
| 121         | 5           | «Fútbol»            | 16 de mayo de 2023  | 547 000 (4,1 %) |
| 122         | 6           | «Intrusismo»        | 23 de mayo de 2023  | 604 000 (4,4 %) |
| 123         | 7           | «Italo disco»       | 30 de mayo de 2023  | 511 000 (3,7 %) |
| 124         | 8           | «Siglo 21»          | 6 de junio de 2023  | 410 000 (3,1 %) |
| 125         | 9           | «Historia»          | 13 de junio de 2023 | 566 000 (4,2 %) |
| 126         | 10          | «Fans»              | 20 de junio de 2023 | 533 000 (4,2 %) |
| 127         | 11          | «Cachitos bis VIII» | 27 de junio de 2023 | 584 000 (4,7 %) |

### 12.ª temporada (2024)
| N.º (serie)           | N.º (temp.) | Título                               | Fecha de emisión      | Audiencia       |
| --------------------- | ----------- | ------------------------------------ | --------------------- | --------------- |
| 128                   | 1           | «Torp Parade 60's»                   | 9 de enero de 2024    | 551 000 (3,9 %) |
| 129                   | 2           | «Torp Parade 70's»                   | 16 de enero de 2024   | 536 000 (4,1 %) |
| 130                   | 3           | «Torp Parade 80's»                   | 23 de enero de 2024   | 501 000 (3,7 %) |
| 131                   | 4           | «Torp Parade 90's»                   | 6 de febrero de 2024  | 413 000 (2,8 %) |
| 132                   | 5           | «Torp Parade 2000's»                 | 13 de febrero de 2024 | 341 000 (2,5 %) |
| 133                   | 6           | «Eurobajona 2»                       | 20 de febrero de 2024 | 357 000 (2,7 %) |
| 134                   | 7           | «Cachitos bis IX»                    | 27 de febrero de 2024 | 423 000 (3,1 %) |
| Cachitos "Gran Cuvée" |             |                                      |                       |                 |
| 135                   | 8           | «Melodías de anteayer (temporada 5)» | 5 de marzo de 2024    | 478 000 (3,5 %) |
| 136                   | 9           | «Telepedia (temporada 9)»            | 12 de marzo de 2024   | 403 000 (3,0 %) |
| 137                   | 10          | «Números 1 (temporada 7)»            | 26 de marzo de 2024   | 557 000 (4,0 %) |
| 138                   | 11          | «Karaoke (temporada 8)»              | 16 de abril de 2024   | 370 000 (2,8 %) |
| 139                   | 12          | «Girl power (temporada 7)»           | 23 de abril de 2024   | 387 000 (3,0%)  |
| 140                   | 13          | «Multiversiones (temporada 10)»      | 30 de abril de 2024   | 448 000 (3,4%)  |
| 141                   | 14          | «Horrorvisión (temporada 5)»         | 7 de mayo de 2024     | 415 000 (4,3%)  |
| 142                   | 15          | «Baladas (temporada 9)»              | 14 de mayo de 2024    | 533 000 (4,1%)  |
| 143                   | 16          | «Infantil (temporada 7)»             | 21 de mayo de 2024    | 533 000 (4,2%)  |
| 144                   | 17          | «Babel (temporada 10)»               | 28 de mayo de 2024    | 438 000 (3,6%)  |
| 145                   | 18          | «Copla (temporada 9)»                | 4 de junio de 2024    | 426 000 (3,4%)  |
| 146                   | 19          | «Coches de choque (temporada 11)»    | 11 de junio de 2024   | 506 000 (4,0%)  |
| 147                   | 20          | «Bis»                                | 18 de junio de 2024   | 440 000 (3,3%)  |

### 13.ª temporada (2025)
| N.º (serie) | N.º (temp.) | Título                    | Fecha de emisión      | Audiencia      |
| ----------- | ----------- | ------------------------- | --------------------- | -------------- |
| 148         | 1           | «Juego de trinos»         | 16 de enero de 2025   | 406 000 (3,7%) |
| 149         | 2           | «Torp Parade 80's Vol. 2» | 23 de enero de 2025   | 271 000 (2,8%) |
| 150         | 3           | «Los otros... festivales» | 6 de febrero de 2025  | 352 000 (3,4%) |
| 151         | 4           | «Eco-gramola»             | 15 de febrero de 2025 | 360 000 (3,3%) |
| 152         | 5           | «Vergüenza ajena»         | 22 de febrero de 2025 | 396 000 (3,5%) |
| 153         | 6           | «Carnivale»               | 8 de marzo de 2025    | 258 000 (2,5%) |
| 154         | 7           | «Vademécum»               | 15 de marzo de 2025   | 305 000 (3,1%) |
| 155         | 8           | «Cara al soul»            | 22 de marzo de 2025   | 257 000 (2,6%) |
| 156         | 9           | «Bares, qué lugares»      | 29 de marzo de 2025   | 281 000 (2,9%) |
| 157         | 10          | «Bis»                     | 5 de abril de 2025    | 234 000 (2,3%) |

### Especiales de Nochevieja
Aunque el programa contó con un especial navideño el 22 de diciembre de 2013, no fue hasta el 31 de diciembre de 2014 que se emitió por primera vez la noche de fin de año en La 2 de Televisión Española. Lo hizo con un programa especial llamado 'Nochevieja a Cachitos' durante la emisión de las campanadas junto al que se emitieron cinco reposiciones de temporadas anteriores: Perdidos de la primera temporada y Delirio Valerio, DesTAPE, Jinetes del Disco y Perdidos 2 de la segunda temporada.
| Año                               | Título                                                      | Audiencia          |
| 2015                              |                                                             |                    |
| Cachitos: Fin de curso 2015       | 656 000 (5,8 %)                                             |                    |
| 2016                              | Precampanadas                                               | Precampanadas      |
| 2016                              | Cachitos Rockola                                            | 885 000 (8,4 %)    |
| 2016                              | Postcampanadas                                              |                    |
| 2016                              | Nochevieja a cachitos 2016                                  | 564 000 (5,4 %)    |
| 2017                              |                                                             |                    |
| Nochevieja a cachitos: El Casting | 680 000 (6,2 %)                                             |                    |
| 2018                              | Precampanadas                                               | Precampanadas      |
| 2018                              | Cachitos de hierro y cromo                                  | 411 000 (3,3 %)    |
| 2018                              | Pre y Postcampanadas                                        |                    |
| 2018                              | Cabaret de hierro y cromo                                   | 923 000 (6,8 %)    |
| 2019                              | Precampanadas                                               | Precampanadas      |
| 2019                              | Cachitos de hierro y cromo (Disco cañí, temporada 6)        | 560 000 (4,3 %)    |
| 2019                              | Cachitos: El Remake                                         | 696 000 (4,9 %)    |
| 2019                              | Postcampanadas                                              |                    |
| 2019                              | Nochevieja a cachitos 2019                                  | 1 325 000 (10,3 %) |
| 2020                              | Precampanadas                                               | Precampanadas      |
| 2020                              | Cachitos de hierro y cromo (Ritmo de la noche, temporada 3) | 986 000 (6,0 %)    |
| 2020                              | Cachitos Fest                                               | 952 000 (5,3 %)    |
| 2020                              | Postcampanadas                                              |                    |
| 2020                              | Nochevieja a cachitos 2020: Música, rótulos y risas         | 2 018 000 (13,3 %) |
| 2021                              | Precampanadas                                               | Precampanadas      |
| 2021                              | Cachitos de hierro y cromo (Ctrl+versiones, temporada 2)    | 523 000 (4,2 %)    |
| 2021                              | Cachitos de hierro y cromo (Letras de oro, temporada 2)     | 1 167 000 (8,2 %)  |
| 2021                              | Cachitos: Santa Raffaella                                   | 990 000 (6,3 %)    |
| 2021                              | Postcampanadas                                              |                    |
| 2021                              | Nochevieja a cachitos 2021: Risas, música y cintas de vídeo | 1 853 000 (13,6 %) |
| 2022                              | Precampanadas                                               | Precampanadas      |
| 2022                              | Cachitos de hierro y cromo (Karaoke, temporada 8)           | 660 000 (5,7 %)    |
| 2022                              | Cachitos: Ya no hay nostalgia como la de antes              | 739 000 (5,7 %)    |
| 2022                              | Postcampanadas                                              |                    |
| 2022                              | Nochevieja a cachitos 2022                                  | 1 353 000 (11,6 %) |
| 2023                              | Precampanadas                                               | Precampanadas      |
| 2023                              | Cachitos de hierro y cromo (Verbena, temporada 10)          | 661 000 (6,0 %)    |
| 2023                              | Cachitos: La Gala                                           | 528 000 (4,4 %)    |
| 2023                              | Postcampanadas                                              |                    |
| 2023                              | Nochevieja a cachitos 2023                                  | 1 457 000 (14,0 %) |
| 2024                              | Precampanadas                                               | Precampanadas      |
| 2024                              | Cachitos de hierro y cromo (Bis, temporada 12)              | 528 000 (4,9 %)    |
| 2024                              | Cachitos love the 90s                                       | 670 000 (5,6 %)    |
| 2024                              | Postcampanadas                                              |                    |
| 2024                              | Nochevieja a Cachitos 2024                                  | 1 646 000 (14,8 %) |

## Premios
- Premio Iris: Mejor Programa (2019).[23]
- Premio Zapping Mejor Programa cultural, divulgativo o documental (2024)',[24]